# 卡特拉布赫湖

卡特拉布赫湖（烏克蘭語：Катлабуг），是烏克蘭的湖泊，位於該國西南部敖德薩州，處於多瑙河下游，長21公里、寬11公里，面積67平方公里，最大水深4米，該湖泊在冬季結冰。
45°25′50″N 28°59′32.7″E / 45.43056°N 28.992417°E